# Зухр
Зухр, полуденна молитва, обідній намаз (араб. صلاة الظهر [sˤalaːt aðˤðˤuhr][sˤalaːt aðˤðˤuhr], «полуденна молитва») — полуденна чотирьохракатна молитва мусульман, входить в число п'яти обов'язкових щоденних молитов.

## Час проведення
Молитва зухр відбувається в проміжку часу від моменту, як сонце відхиляється від зеніту до моменту, коли тінь від предмета стає рівною самому предмету. У п'ятницю замість зухра здійснюється обов'язкова двохракаатна  колективна молитва (джума-намаз).

## Додаткові намази
До і після молитви зухр мусульмани здійснюють по дві двухракаатні молитви. Підставою для цього служать хадіси пророка Мухаммада, в яких говориться, що той «хто молиться чотири (ракаата) до зухра і чотири після, того не торкнеться Вогонь».